# Jan Sterling
Jan Sterling est une actrice américaine née le 3 avril 1921 à New York et morte le 26 mars 2004 à Los Angeles.

## Filmographie partielle
- 1947 : Tycoon de Richard Wallace : Dancer at Fiesta
- 1948 : Johnny Belinda de Jean Negulesco : Stella McCormick
- 1950 : Femmes en cage (Caged) de John Cromwell : Smoochie
- 1950 : The Skipper Surprised His Wife de Elliot Nugent : Rita Rossini
- 1950 : Snow Dog de Frank McDonald : Red Feather
- 1950 : Le Mystère de la plage perdue (Mystery Street) de John Sturges : Vivian Heldon
- 1950 : Gunfire de William Burke : Flo - Saloon Girl
- 1950 : Union Station de Rudolph Mate : Marge Wrighter
- 1951 : La Mère du marié (The Mating Season) de Mitchell Leisen : Betsy Donaldson
- 1951 : Appointment with Danger de Lewis Allen: Dodie
- 1951 : Le Gouffre aux chimères (Ace in the Hole) de Billy Wilder : Lorraine Minosa
- 1951 : Rhubarb, le chat millionnaire de Arthur Lubin : Polly Sickles
- 1952 : Flesh and Fury (en) de Joseph Pevney : Sonya Bartow
- 1952 : Sky Full of Moon (en) de Norman Foster : Dixie Delmar
- 1953 : Même les assassins tremblent (Split Second), de Dick Powell : Dorothy 'Dottie' Vale
- 1953 : The Vanquished de Edward Ludwig : Rose Slater
- 1953 : Le Triomphe de Buffalo Bill  (Pony Express) de Jerry Hopper : Denny Russell
- 1954 : Alaska Seas (en) de Jerry Hopper : Nicky Jackson
- 1954 : Écrit dans le ciel (The High and the Mighty) de William Wellman : Sally McKee
- 1954 : Return from the Sea de Lesley Selander : Frieda Waitress
- 1954 : Dans les bas-fonds de Chicago (The Human Jungle) de Joseph M. Newman : Mary Abbott
- 1955 : Femmes en prison (Women's Prison) de Lewis Seiler : Brenda Martin
- 1955 : La Maison sur la plage (Female on the Beach) de Joseph Pevney : Amy Rawlinson
- 1955 : L'Homme au fusil (Man with the Gun) de Richard Wilson : Nelly Bain
- 1956 : 1984 de Michael Anderson : Julia
- 1956 : Plus dure sera la chute (The Harder They Fall) de Mark Robson : Beth Willis
- 1957 : Meurtres sur la dixième avenue de Arnold Laven : Madge Pitts
- 1958 : The Female Animal de Harry Keller : Lily Frayne
- 1958 : Jeunesse droguée (High School Confidential!) de Jack Arnold : Arlene Williams
- 1958 : Kathy O' de Jack Sher : Celeste Saunders
- 1961 : Love in a Goldfish Bowl de Jack Sher : Sandra Slide
- 1967 : L'Incident de Larry Peerce : Muriel Purvis
- 1968 : Mannix S1Ep15: Falling Star : Anne Marion
- 1968 : The Angry Breed de David Commons : Gloria Patton
- 1969 : The Minx : Louise Baxter
- 1971 : Le Virginien (TV) saison 9 épisode 24 (Jump-Up) : Mary Beth Stanton
- 1976 : Sammy Somebody
- 1980 : série Hulk : les confidences de Hulk
- 1981 : First Monday in October, de Ronald Neame : Christine Snow